# Pilastro (monte)
Il Pilastro (1 823 m s.l.m.) è una delle cime minori del gruppo delle Grigne in provincia di Lecco.

## Caratteristiche
Dalla vetta si dipartono quattro creste dirette approssimativamente verso ciascuna delle direzioni intermedie ai quattro punti cardinali.
La cresta che si dirige a sud-est collega il monte Pilastro con il monte Belvedere e i Tre Sassi e quindi con il corpo principale della Grigna settentrionale
La cresta di nord-est, superato il passo di Cainallo, porta alle cime dei Pizzi di Parlasco.
La cresta di nord-ovest si protende nella val d'Esino, di cui rappresenta il punto di massima elevazione, definendo lo spartiacque tra le due sottovalli, la val Vigna sul versante nord e la valle Ontragno su quello ovest. La cresta è caratterizzata dal monte Croce che con i suoi 1 780 m s.l.m. costituisce un avancorpo del monte Pilastro.
La cresta di sud-ovest, attraverso la cima di Eghen e la bocchetta di Calivazzo, congiunge il Pilastro con la costiera del monte Palagia.
Oltre alle già citate valli Vigna e Ontragno, le creste del Pilastro delimitano verso est la valle dei Molini, una valle minore della Valsassina, e verso sud la val di Prada da cui si può discendere, attraverso altre valli, fino a Mandello del Lario.